# キロ・キッシュ
キロ・キッシュ（Kilo Kish、本名:ラキシャ・キンバリー・ロビンソン、1990年5月10日 - ）は、アメリカ合衆国の歌手、ソングライター、ヴィジュアル・アーティスト。画家、ファッション・デザイナー、モデル、女優などの顔を持ち、ウィルヘルミーナ・モデルズに所属している。

## 来歴
1990年5月10日、キロ・キッシュはフロリダ州オーランドでアフリカ系アメリカ人の家族に生まれる。ニュージャージー州のバージェンにある小学校に行ったが、卒業後またオーランドに戻る。
18歳のとき、授業料減免奨学金を獲得し、ニューヨークにあるプラット・インスティチュート大学に入学する。その後、一年間休学し、美容院のインターン、繁華街にある夜間営業レストラン、ファッションブランドのモデルなどの様々な仕事を経てニューヨークでの人脈を広げる。大学卒業後も勉学に励み、ニューヨーク州立ファッション工科大学で、テキスタイルデザインを専攻し、2012年に卒業した。
その後、音楽に対して関心を持ち始め、ルームメイトのスマッシュ・シモンズとメル・マククラウドと共に自家にスタジオを作り、Kool Kats Klub (クール・カッツ・クラブ)という名で活動を始める。活動を通し、マット・マーシャンズのネオ・ソウルユニットThe Internetと出会い、後に楽曲「Ode to Dream」でコラボレーションを実現する。

## 作品
2012年4月2日、EP『Homeschool』を発表する。アルバムは好評を得て、音楽エンターテイメント雑誌Complexに取り上げられた。アルバムには、以前コラボレーションをしたThe InternetとThe Jet Age of Tomorrowのハル・ウィリアムズがゲストボーカルとして登場している。
2012年9月17日、ブルーライダーレコードからシングル「Navy」を発表する。プロモーションビデオでは、キッシュとベン・レイナーがディレクターを務める。ニューヨークの音楽雑誌The Faderにも取り上げられた。同CDには、MeLo-Xがリミックスバージョンも収録されている。
2013年2月7日、ミックステープ『K＋』がフリーダウンロード用で公開された。制作には、Childish Gambino、Star Slinger、SBTRKT、A$AP Mob、Earl Sweatshirt、Odd FutureのMatt Martinsが協力した。12月には、K+THE BOOKをリリース。メイキングの様子を撮影した写真、絵画や様々なアーティストとコラボレーションをした動画が掲載されている。iTunesとAmazonでダウンロード可能。
2014年7月8日、EP『Across』をリリースする。

## ディスコグラフィ
スタジオ・アルバム
- Reflections in Real Time (2016)

ミックステープ
- K+ (2013)

EP
- Homeschool (2012)
- Across (2014)
- Across Remixes (2015)
- mothe (2018)
- REDUX (2019)